# I’ll Remember You
I’ll Remember You – piosenka, napisana przez Kui Lee w 1964 r.
Istnieje wiele nagrań tego utworu m.in. nagrali go Elvis Presley (ścieżka dźwiękowa ze Spinout, rok 1966), Andy Williams, Tony Bennett, Herb Alpert oraz Roger Williams.
Prawdopodobnie najbardziej znaną wersję nagrał Don Ho, który był przyjacielem Lee, będąc pod wrażeniem wykonania Lee w Honey's Nightclub, gdzie Kui Lee pracował (matka Don Ho była właścicielką tego lokalu).
Elvis Presley wykonywał na żywo I’ll Remember You w 1973 r. oraz w 1975 r.